# Rhonda Byrne
Rhonda Byrne (Melbourne, 1951. március 12. –) ausztrál forgatókönyvíró és producer.
Legismertebb munkájából, A titokból (The Secret) 4 millió könyvet és 2 millió DVD-t adott el, kevesebb, mint hat hónap alatt. Ő volt a producere az Ausztráliában, és Amerikai Egyesült Államokban futó sorozatnak, a Sensing Murdernek.

## The Secret, a kutatás
2004 szeptember végén Rhonda felfedezett egy olyan csalhatatlan és kifogyhatatlan elvet, amely- szerinte – áthatja életünk minden egyes pillanatát. Megdöbbentette, hogy ez az életeket átalakító információ még nem olyan széles körben alkalmazott. Abban a pillanatban az vált élete céljává, hogy ezt a tudást megoszthassa mindenkivel, hogy milliárdok javíthassanak életükön. Azonnal elkezdte tanulni és alkalmazni ezt a tudást, amelyből később a titok lett.

## További művei
A Varázslat, Az Erő, A Titok

## Magyarul
- A titok; ford. Cziczelszky Judit; Édesvíz, Budapest, 2007
- Az erő; ford. Cziczelszky Judit; Édesvíz, Budapest, 2010
- A varázslat; ford. Cziczelszky Judit; Édesvíz, Budapest, 2012
- Határtalan gondolatok; ford. Béresi Csilla; Édesvíz, Budapest, 2013
- A hős; ford. Béresi Csilla; Édesvíz, Budapest, 2014
- A titok, ami megváltoztatta az életem. Hétköznapi emberek sikertörténetei; ford. Szilágyi Eszter; Édesvíz, Budapest, 2016
- A legnagyobb titok; ford. Hegedűs Péter; Édesvíz, Budapest, 2021
- A titok szeretet, egészség és pénz. Mesterkurzus; ford. Szilágyi Eszter; Édesvíz, Budapest, 2022

## Fordítás
- Ez a szócikk részben vagy egészben  a   Rhonda_Byrne című angol Wikipédia-szócikk fordításán alapul.  Az eredeti cikk szerkesztőit annak laptörténete sorolja fel. Ez a jelzés csupán a megfogalmazás eredetét és a szerzői jogokat jelzi, nem szolgál a cikkben szereplő információk forrásmegjelöléseként.